# Frederico Lapenda
Frederico Lapenda (Recife, 21 de setembro de 1968) é um produtor de filmes e promoter de lutas brasileiro-americano.
Produtor influente em Hollywood, Lapenda já trabalhou com nomes como Nicolas Cage, 50 Cent, Stan Lee, dentre muitos outros.

## Biografia
Frederico Lapenda mudou-se para Los Angeles com 18 anos, formando-se em Cinema pela UCLA.

### Cinema
Como cineasta, ele é dono da produtora Paradigm Pictures, que, entre outros, produziu o filme Bad Guys. Este filme faturou três prêmios na nona edição do Beverlly Hills Film Festival de cinema independente, de 2008: Melhor produtor (Lapenda), melhor ator (Sherman Augusts) e melhor filme.
Como ator, participou dos filmes O renascimento do Vale-tudo e É porrada: O melhor do muay-thai.

### Produtor de Vale-tudo
Apesar de ser renomado no meio do cinema, Lapenda talvez seja mais famoso no mundo das lutas, já que, nos anos 90, ajudou a divulgar o vale-tudo. Ele foi o presidente e dono do World Vale Tudo Championship (WVC).